# Albert Charles Smith
Albert Charles Smith (5 april 1906 - 23 mei 1999) was een Amerikaans botanicus. Hij werkte in de Verenigde Staten en op de Fiji-eilanden.
Hij was directeur van het National Museum of Natural History in Washington D.C. en was lid van verschillende wetenschappelijke verenigingen, waaronder de American Society of Plant Taxonomists. Smith werd in 1963 verkozen tot lid van de National Academy of Sciences en werd daardoor een gerenommeerd botanicus, die zich voornamelijk specialiseerde in varens en zaadplanten.
- Bibliothèque nationale de France: cb14594458t (data)
- Author citation (botany): A.C.Sm.
- Gemeinsame Normdatei: 12266521X
- International Standard Name Identifier: 0000 0001 1500 2453
- Library of Congress Control Number: n79040064
- Nationale Bibliotheek van Tsjechië: mzk20231203674
- Nationale bibliotheek van Australië: 35505175
- Nederlandse Thesaurus van Auteursnamen: 15685936X
- SNAC: w6h13rv8
- Système universitaire de documentation: 099059398
- Museum of New Zealand Te Papa Tongarewa: 35720
- Trove: 977527
- Virtual International Authority File: 165411007
- WorldCat: E39PBJkdf4WQ9jfmX7kgFxK8G3